# 國立臺灣史前文化博物館南科考古館
國立臺灣史前文化博物館南科考古館（簡稱南科考古館）是位於南部科學工業園區管理局旁的史前博物館，隸屬國立臺灣史前文化博物館，佔地約2.44公頃，目的是保存、展示南科考古遺址出土的文物。建築由姚仁喜設計興建，為地下1層、地上4層的建築物，樓地板面積1萬9,000平方公尺。

## 歷史
- 因為開發南部科學工業園區臺南園區，發現許多的遺跡。
- 2002年9月，為了因應館舍完工前文物保存與展示問題，史前館暫租南科廠房成立的國立臺灣史前文化博物館臺南科學工業區考古文物陳列室完工開放。
- 2003年3月，教育部指定史前館為南科出土文物之保管機構。
- 2004年3月，教育部核定史前館負責籌建南科分館。
- 2007年8月，行政院核定史前館南科分館計畫，建館經費為新臺幣15億元，暫名國立臺灣史前文化博物館南科考古館，佔地2.44公頃，籌建期程為2008年至2013年。
- 2010年2月，史前館南科分館新建工程委託設計監造技術服務案評選結果，由大元聯合建築師事務所得標。
- 2010年3月，南部科學工業園區管理局以「南部科學工業園區考古文物陳列室臨時展示勞務採購案」委託史前館繼續營運臺南科學工業區考古文物陳列室。
- 2014年6月11日，史前館舉行南科分館動土典禮。
- 2018年12月26日，南科分館進行試營運，試營運期間僅接受團體邀約參觀，不對一般民眾開放。
- 2019年10月19日，正式開館[1]。

## 願景
- 妥善保存及研究南科出土之文化資產。
- 展示南科出土之文物。
- 平衡科技與人文發展，使南科轉型為「科學工業文化園區」。
- 推廣環境及鄉土文化教育。
- 提供地方知識休閒和觀光之優質場所。
- 擴展史前館之服務功能。

20250619願景調整
我們以重現、復振、與再生為取徑，成為臺灣史前、南島歷史、社會、環境、與文化的樞紐，並透過創新與趣味體驗的方法，啟發人們探索與反思臺灣在世界上的定位。

## 外部連結
- （繁體中文）（英文）（日語）史前館官方網站（页面存档备份，存于）